# Oh My God♥
《Oh My God♥》是戶松遥的第8張單曲，於2011年7月13日由Music Ray'n發售。

## 概要
與前作《渚之SHOOTING STAR》相隔約8個月時間發售，是亦為2011年的第1作。標題曲《Oh My God♥》為電視動畫《眾神中的貓神》的片尾曲。

## 收錄曲
CD
1. Oh My God♥[4:12]
  - 作詞：川瀨智子 作曲/編曲：プロデュース/奧田俊作
  - 動畫《眾神中的貓神》片尾曲
2. 2 Orange☆Smoothie [4:32]
3. Oh My God（Instrumental）

DVD（只限初回限定盤）
1. Oh My God（PV）

## 相關項目
- 眾神中的貓神

## 外部連結
- 7/13発売シングル『Oh My God 』をお買い上げの方に、先着で、『生写真』をプレゼント!!（页面存档备份，存于）
- Music Ray'n介紹網站
  - 初回限定盤（页面存档备份，存于）
  - 通常盤（页面存档备份，存于）